# Döger
Els döger foren una tribu oghuz esmentada a la Oghuz-name, la història dels oghuz abans de la seva conversió a l'islam.
Es creu que els ortúquides tenien origen en aquesta tribu. Al segle xiv aquesta tribu vivia al sud d'Urfa (Edessa) i a Djabar i estava governada per un bey de nom Salim. El fill de Salim Dimaskh Khodja fou nomenat el 1398 com a governador de Djabar pels mamelucs egipcis i aprofitant l'anarquia de la invasió de Tamerlà, es va apoderar de Rakka, Sarudj, Haran, Urfa i Siverek, però fou derrotat i mort en lluita contra l'amir àrab Muhammad ibn Muhanna conegut com a Nuayr (1404). El va succeir el seu germà Gökce Musa aliat dels kara koyunlu i enemic dels ak koyunlu; el 1405 va acollir a Djabar a l'emir kara koyunlu Kara Yusuf que venia de Síria i el va ajudar en diverses campanyes; després va ajudar el seu fill Iskender contra Kara Yuluk Othman Beg a la batalla de Sheykhkendi entre Mardin i Nisibin (1421); posteriorment va lluitar contra el fill de Kara Yuluk Othman Beg, Ali Djihangir, el 1436, i el va fer presoner. Va morir aquell mateix any i aviat els döger van perdre Djabar davant els ak koyunlu. Un germà de Gökce, Hasan Beg, fou governador mameluc d'Adjlun abans del 1436. Un fill de Gökce, Amirza, fou governador de Kerak (1485).
Al segle xv vivien principalment a Síria, però n'hi havia a Jerusalem, Diyarbekir, Kirkuk i fins i tot entre les tribus de turcmans a Pèrsia.